# الملح الخشن

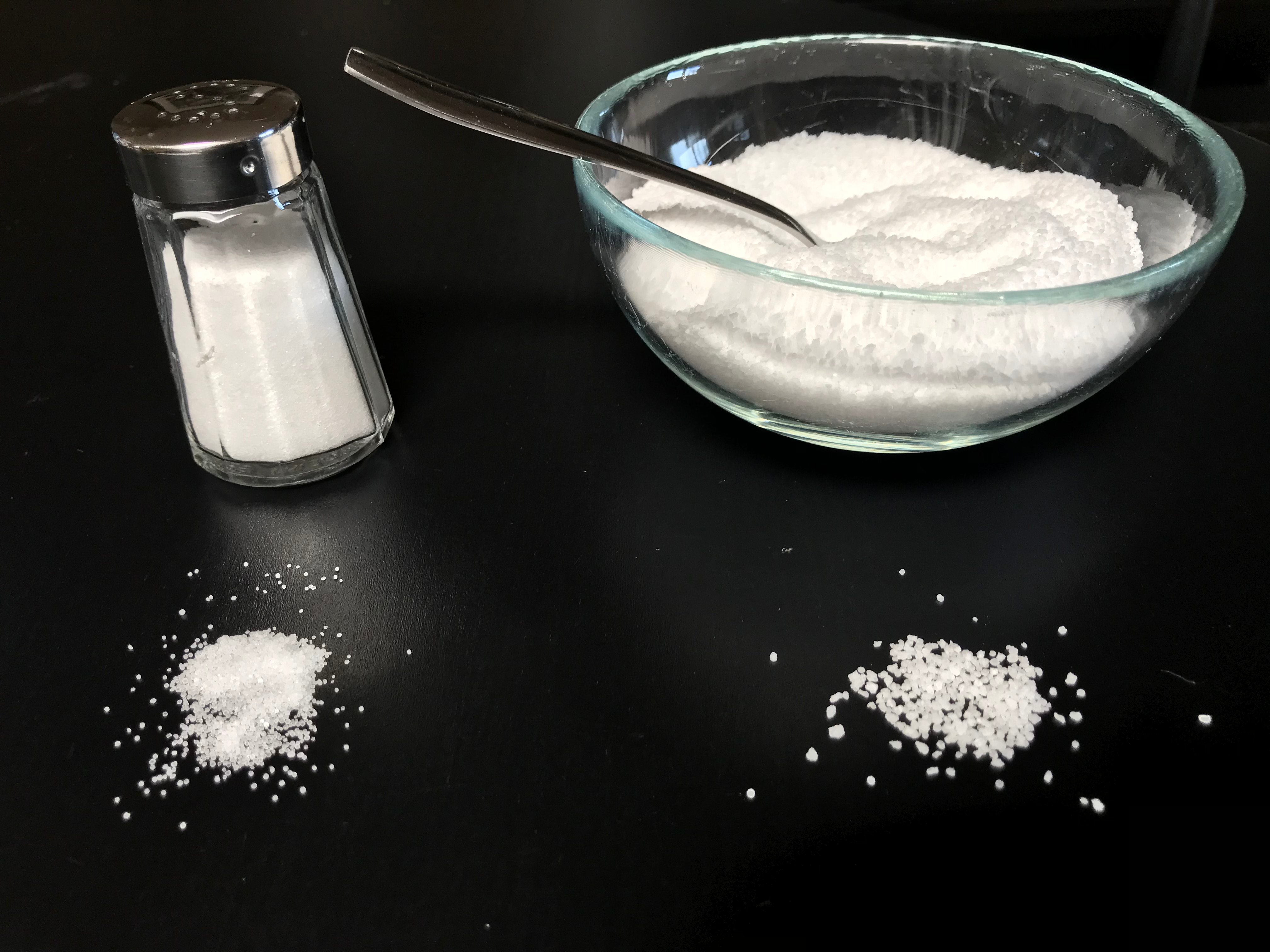
مقارنة ملح الطعام مع ملح المطبخ

الملح الخشن ويعرف أيضًا باسم بملح الكوشر (بالإنجليزية: Kosher Salt)‏ هو نوع من أنواع الملح  يتميز بحبة كبيرة لا تذوب بسرعة عكس ملح الطعام العادي. ملح الكوشير يتكون من المركب الكيميائي كلوريد الصوديوم، ويتميّز بأنه خالي من أي إضافات مثل اليود.

## الاسم
كلمة «كوشير» هي كلمة يهودية تكتب عند اليهود، ومعناها أن هذا الطعام موافق لقوانين الطعام المعمول بها في الشريعة اليهودية. تُسمَّى القوانين الخاصة بالطعام في العبرية "كشروت"، وهي صيغة الجمع من كلمة «كاشير» أو «كوشير» ومعناها: مناسب أو ملائم.
ارتبط الاسم بهذا الملح نتيجة طهي اللحوم طبقاً للشريعة اليهودية، فملح الكوشير حباته كبيرة ولا تذوب سريعاً، فتسحب الدم عند غسل اللحم به، وهذا من متطلبات طهي اللحم في الشريعة اليهودية، فسمي الملح بهذا الاسم لأنه يساعد على جعل الطعام «كوشير».

## الاستخدامات
يستخدم ملح الكوشير في الأطعمة كملح الطعام العادي، ولكن لا يفضل استخدامه في الطعام الذي يحتوى على القليل من الماء، حيث أن الملح لن يذوب كلياً وسيترك قطع صغيرة من الملح.